# Rodrigo y Gabriela (album)
Albums de Rodrigo y Gabriela
Live Manchester & Dublin
(2004) Live in Japan
(2008)
Rodrigo y Gabriela est le second album en studio du duo mexicain Rodrigo y Gabriela. Sorti le 17 février 2006 en Irlande, il se classe premier des ventes et est certifié disque de platine.
Deux reprises y sont interprétées, l'une de Stairway to Heaven de Led Zeppelin et l'autre d'Orion de Metallica.
La version japonaise contient le titre bonus Señorita X×x.

## Titres
1. Tamacun
2. Diablo Rojo
3. Vikingman
4. Satori
5. Ixtapa
6. Stairway to Heaven
7. Orion
8. Juan Loco
9. PPA
10. Señorita Xx× (Japan bonus track)